# Alfredo Ivankov
Alfredo Ivankov (Kali, 20. listopada 1963. – Opatija, 1. studenoga 2020.), pseudonima Alfa, bio je hrvatski učitelj, kvizaš, zagonetač i logičar.
Bio je suradnik Vjesnikova Kviza, Kvizorame i Križaljke kviza te suradnik i urednik Feniksa, u kojemu je uređivao rubriku „Noviteti”.
Autor je više novih vrsta zagonetki. Dvaput je nagrađivan Diplomom Nikola Faller (2010. i 2014.).
Bio je hrvatski reprezentativac na trima svjetskim odgonetačkim prvenstvima: u Stamfordu 2000., Brnu 2001. te Ouluu 2002. Bio je članom sastavljačkih odbora hrvatskih izdanja svjetskih smotri logičara u Koprivnici (1997.), Opatiji (2004.) i Uvali Scott (2012.), kao i na prvenstvima Zagorja i Dalmacije.
Urednik je knjige Sudoku, svjetsko prvenstvo (2007.) i priređivač četranest knjiga Magični kvadrati ili sudoku.
Umro je i pokopan u Opatiji 4. studenoga 2020.